# نانتونگ ۳۰۵۱
سیارک ۳۰۵۱ (به انگلیسی: 3051 Nantong، نامگذاری:1974YP) سه هزار و پنجاه و یکمین سیارک کشف شده‌است که در ۱۹ دسامبر ۱۹۷۴ کشف شد.
قدر مطلق سیارک برابر ۱۲٫۸۰ است.